# Герой (посёлок)
Герой (бел. Герой) — упразднённый посёлок в Октябрьском сельсовете Буда-Кошелёвского района Гомельской области Белоруссии.

## География

### Расположение
В 11 км на восток от районного центра и железнодорожной станции Буда-Кошелёвская (на линии Жлобин — Гомель), 37 км от Гомеля. На западе граничит с лесом.

## Транспортная сеть
Транспортные связи по просёлочной дороге, затем по шоссе Довск — Гомель.
Планировка состоит из короткой прямолинейной улицы, ориентированной с юго-запада на северо-восток и застроенной двусторонне деревянными домами усадебного типа.

## История
Основан в начале 1920-х годов переселенцами с соседних деревень на бывших помещичьих землях. В 1929 году жители посёлка вступили в колхоз. Во время Великой Отечественной войны погибли 11 жителей деревни. В 1959 году входил в состав совхоза «Краснооктябрьский» (центр — деревня Октябрь). В связи с радиационным загрязнением после Чернобыльской катастрофы жители (14 семей) переселены в чистые места.

## Население

### Численность
- 2010 год — жителей нет.

### Динамика
- 1959 год — 138 жителей (согласно переписи).
- 1980-е — жители (14 семей) переселены.

## Известные уроженцы
- Сердюков, Анатолий Николаевич (род. 15.5.1944 года) — физик-теоретик. Член — корреспондент Национальной академии наук Беларуси (1996), доктор физико-математических наук (1987), профессор (1988).